# Parlament von Liberia

Wappen Liberias

Das Parlament von Liberia (englisch: Legislature of Liberia) ist ein Zweikammersystem und besteht aus:
- Dem Senat (Oberhaus)
- Dem Repräsentantenhaus (Unterhaus)

Vorbild für das Parlament Liberias ist der Kongress der Vereinigten Staaten, der ebenfalls aus einem Senat und einem Repräsentantenhaus besteht. In Liberia besteht der Senat aus 30 Senatoren, zwei für jedes der 15 Counties von Liberia. Im Repräsentantenhaus sitzen 73 Abgeordnete, wobei jedem County eine Anzahl von Wahlkreisen zugeteilt wird, die sich nach seinem Anteil an der nationalen Bevölkerung richtet.
Ellen Mills Scarbrough wurde 1959 als erste Frau in das Repräsentantenhaus von Liberia gewählt und war damit die erste Frau in dem Parlament von Liberia.